# Diaspora tamoule
La diaspora tamoule fait référence aux descendants des immigrants tamouls qui ont émigré de leurs terres natales (Tamil Nadu, Pondichéry et Sri Lanka) vers d'autres parties du monde. On les trouve principalement en Malaisie, dans les États arabes du golfe Persique, en Afrique du Sud, en Amérique du Nord, en Europe occidentale et à Singapour.

## Premières migrations
Les Tamouls ont une longue tradition de navigation et une histoire de migration outre-mer vers des terres étrangères en raison de la proximité de l'océan Indien tout au long de l'Antiquité et du Moyen Âge. De nombreux émigrants tamouls qui ont quitté les rives du Tamil Nadu avant le XVIIIe siècle se sont mélangés à d'autres ethnies dans d'autres régions. À l'époque médiévale, les Tamouls ont émigré en tant que soldats, commerçants et ouvriers installés au Kerala (en particulier à Palakkad), au Karnataka, au Maharashtra, au Sri Lanka, en Thaïlande, en Malaisie, en Indonésie et se sont bien mélangés à la population locale, tandis que peu de communautés conservent encore leur langue et leur culture. De nombreux groupes revendiquent encore la descendance d'émigrants tamouls de l'époque médiévale tels que les Thigala (en), les Modèle:Hebbar du Karnataka qui ont résidé au Karnataka pendant des générations et ont même adopté le kannada comme langue maternelle, Iyers du Kerala (en), Velama du Telangana, Kaikadi (en) du Maharashtra, Chitty (en) de Malaisie et une partie des Tamouls srilankais tels que les Mukkuvar srilankais (en), les Chetties srilankais (ta), le peuple Bharatha (en), les Karava parlant le singhalais, les Durava, les Demala-Gattara (en) et les castes Salegama du Sri Lanka.
Un premier groupe d'émigrants qui n'est pas bien documenté est celui des musulmans tamouls qui ont émigré en nombre considérable vers le sultanat de Malacca (dans l'actuelle Malaisie) et ont joué un rôle déterminant dans la propagation de l'islam parmi les Malais indigènes. Certains descendent d'immigrants d'Arabie (Moyen-Orient), bien que l'on ne sache pas de quelle partie du monde arabe ils venaient.

## Travailleurs sous contrat britanniques, français et néerlandais et autres

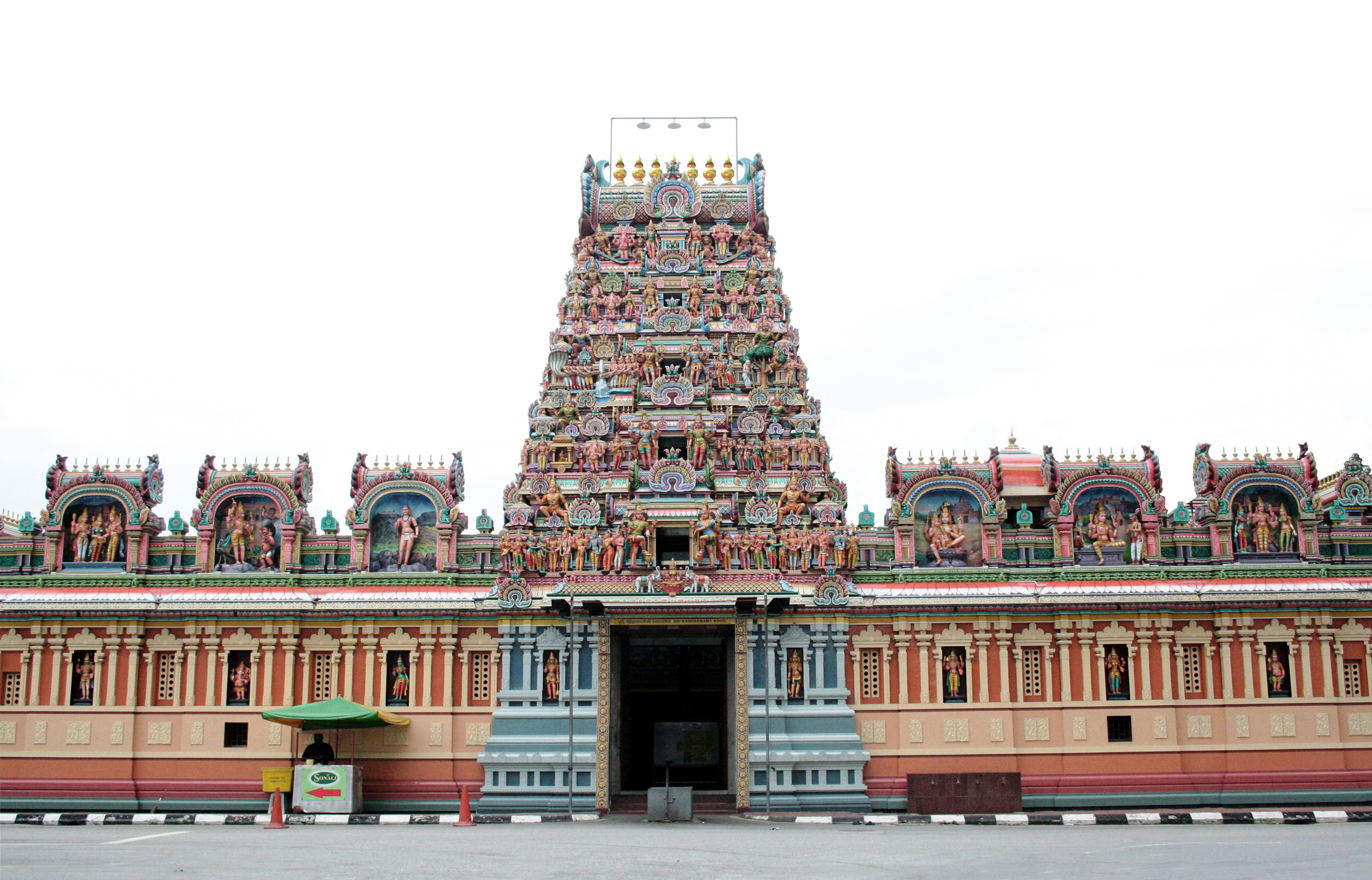
Temple Sri Kandaswamy, Brickfields, Malaysie.

Au cours de cette période, les administrateurs des colonies britanniques, néerlandais, français, portugais et danois ont recruté de nombreux Tamouls locaux et les ont emmenés dans leurs colonies d'outre-mer pour travailler comme ouvriers, petits officiers de l'administration et dans des tâches de bureau et militaires.
Au XIXe siècle, la présidence de Madras (dont la région du Tamil Nadu faisait partie intégrante) a été confrontée à des famines brutales, comme la grande famine de 1876-1878. Le Tamil Nadu était à la fois politiquement et économiquement faible. Les Britanniques ont ainsi utilisé des travailleurs tamouls affamés pour leurs plantations dans le monde entier - Malaisie, Singapour, Myanmar, Maurice, Afrique du Sud, Kenya, Tanzanie, Fidji et aussi Sri Lanka (sans rapport avec les Tamouls qui ont émigré au Sri Lanka avant le XVIIIe siècle).
Certains des groupes tamouls (en particulier les Chettiyars, les Pillais, les musulmans) ont émigré en tant que migrants commerciaux. Ils ont ensuite dominé le commerce et la finance au Myanmar, en Malaisie, à Singapour, au Sri Lanka, à Maurice, en Afrique du Sud, au Kenya, en Tanzanie et ailleurs. Le premier Indien à posséder un navire marchand à l'époque britannique vient de ce groupe.
Ces Tamiliens se sont bien intégrés et assimilés à leurs pays d'adoption et sont devenus partie intégrante des populations locales à Maurice, en Afrique du Sud, en Guyane et aux Fidji. Alors que les Tamouls du Karnataka du Karnataka, les Tamouls indiens du Sri Lanka du Sri Lanka et les Malais tamouls de Malaisie ont évolué pour devenir des communautés distinctes avec une sous-culture et une identité multilingues uniques.
Beaucoup sont également partis travailler dans les possessions de l'Empire colonial français via ses possessions à Pondichéry à La Réunion et dans les îles des Caraïbes françaises de la Martinique et de la Guadeloupe (voir Malabars (en)). Un petit groupe a été embauché par le gouvernement colonial néerlandais dans les Indes orientales néerlandaises (aujourd'hui l'Indonésie) pour travailler à Sumatra (à savoir à Medan). Environ 40 000 (est.) descendants de ces immigrants se trouvent encore à Medan.
De nombreuses guildes de marchands tamouls indépendants, comme les Nagarathar, sont également parties pour ces régions dans une tradition séculaire de leurs ancêtres qui avaient fait du commerce dans ces régions au cours des 2 000 dernières années. La Grande-Bretagne a également embauché de nombreux Tamouls srilankais comme employés de bureau et autres cols blancs, en particulier en Malaisie et à Singapour. Tous ces différents courants se sont combinés pour créer des communautés tamoules dynamiques dans ces pays.
En outre, de nombreux Tamouls d'Inde et du Sri Lanka ont émigré vers la colonie de la Couronne de Singapour et de la Malaisie britannique en tant qu'ouvriers, commis de l'armée et marchands.

## XXesiècle

### Migration de retour du Sri Lanka et de la Birmanie
Pendant et après la dévastation de la Seconde Guerre mondiale, de nombreux Tamouls et autres Indiens de Birmanie ont fui vers l'Inde, vers le Manipur et le Tamil Nadu. Ils ont établi des colonies de réfugiés birmans qui existent encore aujourd'hui et conservent une identité en tant que rapatriés birmans. Au Sri Lanka, le parti nationaliste cinghalais Parti de la liberté du Sri Lanka a privé de leurs droits de vote tous les Tamouls indiens d'origine indienne du Sri Lanka et en a renvoyé 600 000 en Inde en vertu du pacte Srimavo-Shastri signé entre l'Inde et le Sri Lanka. Beaucoup ont été rapatriés dans les plantations de thé de la région de Nilgiris. Eux aussi conservent une identité distincte en tant que rapatriés de Ceylan au Tamil Nadu. Le Juillet noir a créé un autre flux de réfugiés srilankais et indiens tamouls du Sri Lanka en Inde qui languissent depuis 20 ans dans des camps de réfugiés à travers le Tamil Nadu tandis que de nombreux autres se sont intégrés à la communauté dominante ou ont quitté l'Inde pour d'autres pays de l'ouest.
Il y a aussi un mouvement de Tamouls srilankais vers l'Inde; certains ont migré pour occuper des emplois de cols blancs à l'époque britannique, mais il y a eu une diaspora beaucoup plus importante aujourd'hui.

### Dispersion après 1983 des Tamouls srilankais
La diaspora tamoule srilankaise était bien établie en Malaisie, à Singapour et au Royaume-Uni avant la dispersion induite par le juillet noir de 1983 des réfugiés et des demandeurs d'asile en Inde, en Europe et au Canada. Bien que d'origine relativement récente, ce sous-groupe avait des communautés bien établies dans ces pays d'accueil avant les pogroms de 1983.

### Dispersion des Tamouls d'Inde auXXesiècle
Dans la seconde moitié du XXe siècle, les Tamouls d'Inde ont migré en tant que professionnels qualifiés vers diverses régions de l'Inde et des pays comme les Émirats arabes unis, le Qatar, Bahreïn, l'Arabie saoudite, le Royaume-Uni, les États-Unis, Singapour, etc. Certains d'entre eux ont obtenu la citoyenneté des pays respectifs mais ont toujours des liens familiaux et culturels forts avec le Tamil Nadu, que ceux qui ont émigré avant 1950, qui ont perdu le contact avec leurs liens ancestraux au Tamil Nadu.

## Par région

### Afrique

#### Afrique continentale
Il y a un nombre important de Tamouls en Afrique, en particulier au Kenya. Au moins 30% des Tamouls d'Afrique vivent au Kenya, suivi de l'Ouganda. La plupart de ces personnes sont des migrants, alors que certains y vivent depuis des générations.

##### Afrique du Sud
La migration tamoule vers l'Afrique du Sud a commencé à partir de 1860, d'abord en tant que travail sous contrat et dans le premier lot, 340 Tamouls étaient là. Il y a maintenant plus de 250 000 Tamouls répartis dans de nombreuses villes, la concentration étant à Natal et Durban.
En Afrique du Sud, la langue tamoule peut être étudiée dans de nombreuses écoles en tant que deuxième langue supplémentaire. Elle est reconnue comme une matière de niveau 4 et rapporte des points pour l'entrée à l'université.

#### Îles de l'océan Indien

##### Maurice
Maurice a une population tamoule de 115 000 habitants. La plupart sont arrivés du Tamil Nadu après 1727 pour servir comme ouvriers dans les plantations de canne à sucre. La culture tamoule s'est épanouie à Maurice. Depuis 1727, la communauté tamoule a construit près de 125 temples tamouls et Murugan est une divinité populaire. Les fêtes et festivals tamouls tels que le Nouvel An tamoul, Pongal, Timiti et Thaipusam sont célébrés au niveau national. Les jours Thiruvalluvar et Bharathi sont également célébrés tandis que Deepavali, Thaipusam, Maha Shivaratri et Pongal sont des jours fériés. Mais la plupart des habitants de Maurice ne parlent pas le tamoul.
La langue tamoule est enseignée dans environ 100 écoles primaires. Les Tamouls tentent d'inclure leur religion et d'autres pratiques hindoues. Une fois que les prêtres tamouls sont venus de Jaffna au Sri Lanka, ils ont dirigé des prières en tamoul. Plus tard, certains érudits ont commencé à faciliter l'accès de la population aux livres sacrés. Cela a aidé les gens à apprendre l'enchantement sacré tamoul de Thevarams et Thiruvasagam.

##### Réunion

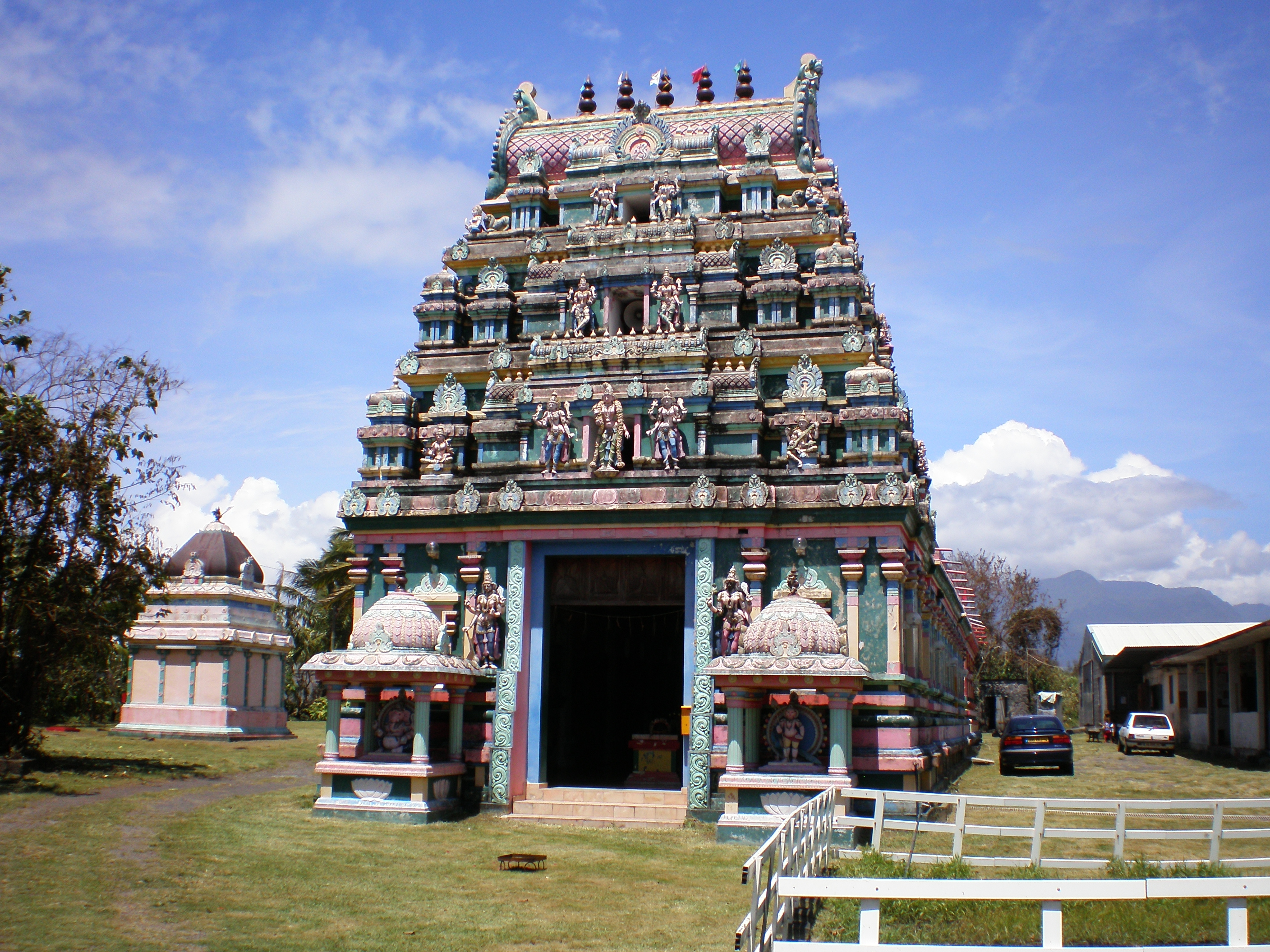
Un temple Malbar à la Réunion.

La colonisation tamoule dans le département français de la Réunion a commencé dès 1848 en tant que travail sous contrat, principalement de Pondichéry et de Karaikal, les territoires français du sud de l'Inde. Il y a maintenant environ 126 000 Tamouls vivant à la Réunion ou Malabars comme on les appelle là-bas avec de nombreux temples hindous gérés par des organisations bénévoles où les liens culturels hindous et tamouls sont bien préservés.

##### Seychelles
Les commerçants tamouls de Pondichéry avaient l'habitude de se rendre aux Seychelles à des fins de commerce du bois, suivis des colonies de Tamouls du Tamil Nadu à des fins commerciales. Plus tard, une communauté commerciale était en place ici, principalement composée de Tamouls et beaucoup d'entre eux se sont intégrés à la communauté locale. Maintenant, il y a environ 4 000 Tamouls dans le commerce ainsi que dans d'autres professions.

### Amériques

#### Amérique du Nord

##### Canada

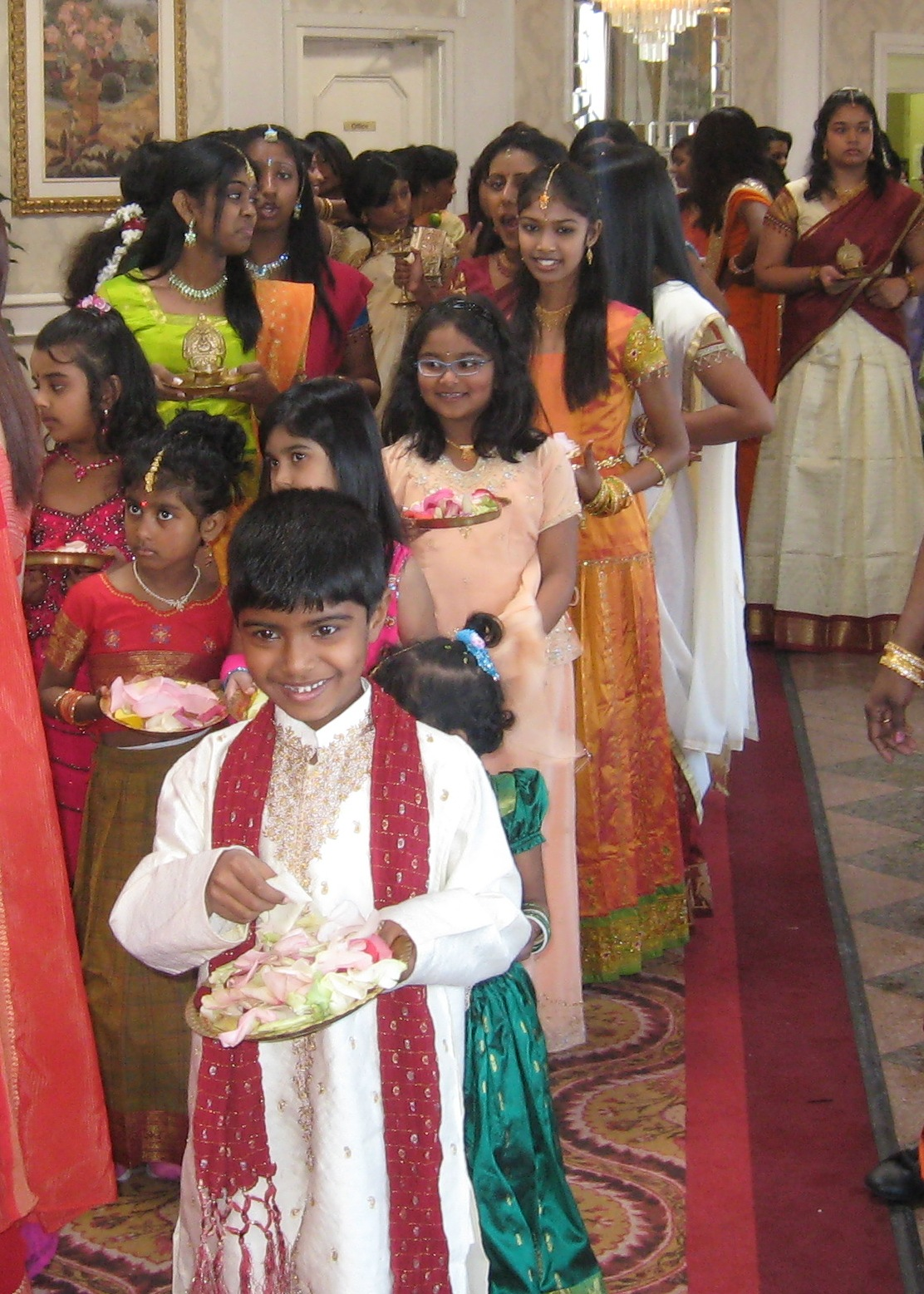
Enfants tamouls srilankais expatriés en vêtements traditionnels à Toronto, Ontario, Canada.

Le Canada compte une grande concentration de Tamouls srilankais, soit près de 90 % de la population tamoule, soit 120 000. Le tamoul est enseigné du niveau primaire au niveau pré-universitaire et 100% d'entre eux apprennent la langue avec intérêt. Les besoins culturels de la communauté sont bien satisfaits par les chaînes de radio/télévision 24h/24 et par de nombreuses publications tamoules - littéraires et religieuses. Plusieurs universités canadiennes contiennent de grandes associations d'étudiants tamouls (TSA).
Selon le recensement canadien de 2021, les Canadiens tamouls sont au nombre d'environ 240 000 et représentent environ 0,7 % de la population du Canada,.
Il existe de nombreuses autres organisations bénévoles proactives qui maintiennent la culture tamoule vivante. Toronto abrite la plus grande population de langue tamoule en dehors de l'Asie.

##### États-Unis

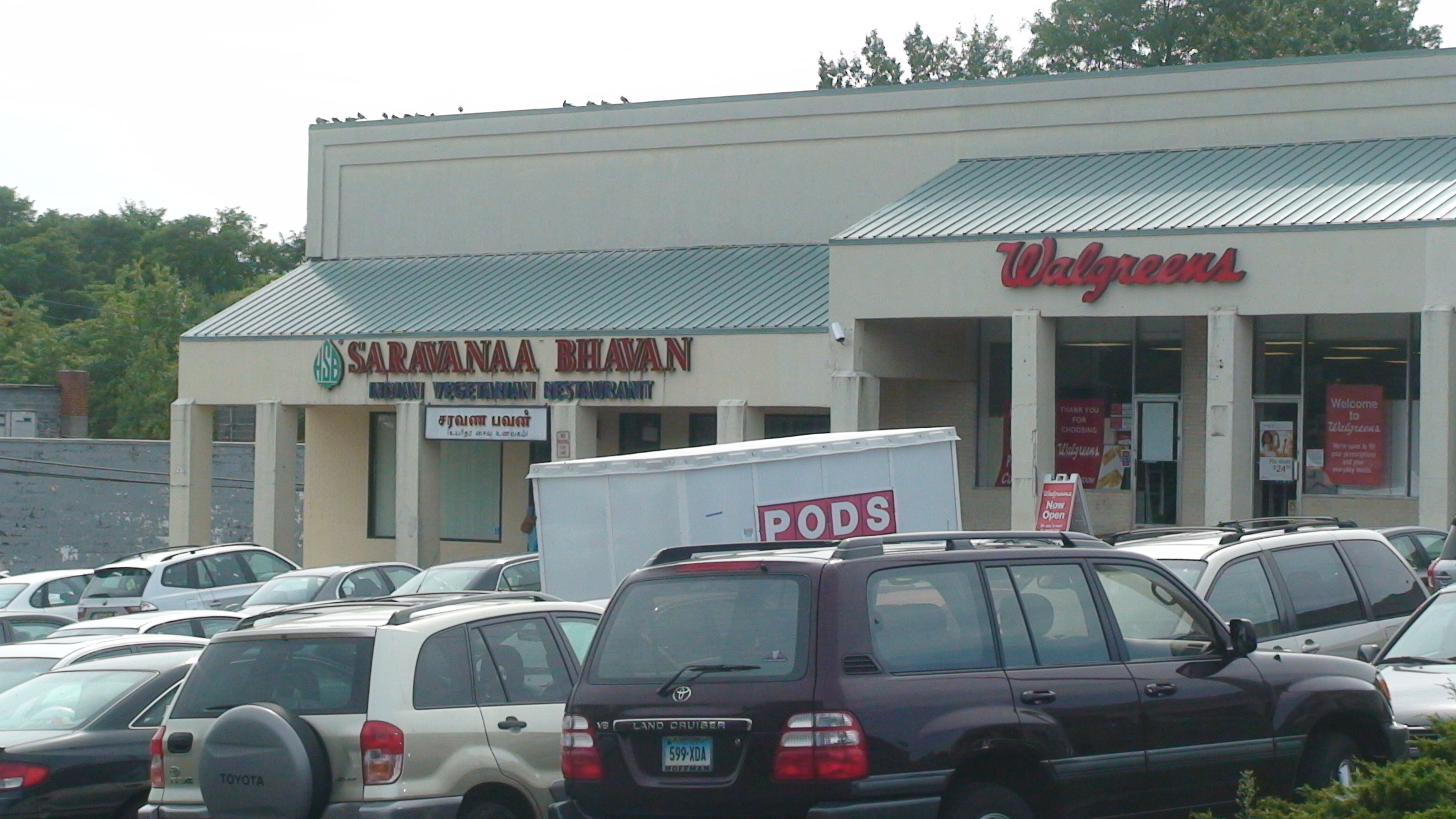
L'une des succursales étrangères les plus populaires de Saravanaa Bhavan, basée à Chennai, la plus grande chaîne de restaurants végétariens indiens au monde, est située à Edison, dans le New Jersey, aux États-Unis.

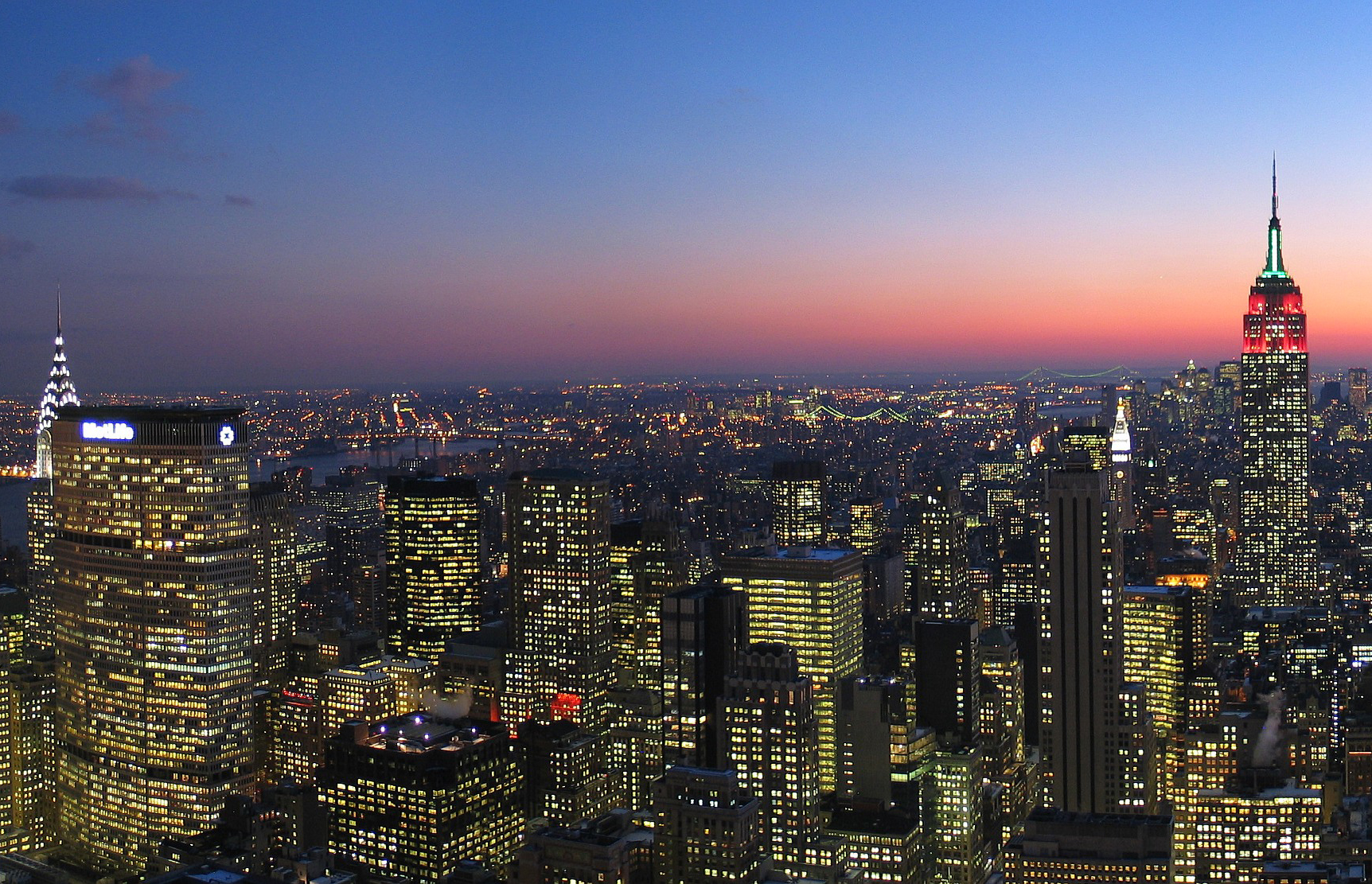
La région métropolitaine de New York, y compris le centre du New Jersey, ainsi que Long Island et Staten Island à New York, abrite la plus grande population tamoule américaine.
Le centre du New Jersey contient la plus grande concentration de population d'Indiens américains d'origine tamoule. Des populations importantes de Tamouls indiens américains se sont également installées à New York, et le New Jersey et New York abritent des Sangams tamouls séparés. La région métropolitaine de Washington (district de Columbia) sur la côte est ainsi que la Silicon Valley sur la côte ouest ont également des associations tamoules. D'autre part, les régions métropolitaines de New York et de Los Angeles et le centre du New Jersey abritent les plus grandes concentrations d'Américains srilankais de langue tamoule.
Selon l'American Community Survey (en) 2012-2016 du Bureau du recensement des États-Unis, il y a 438 699 personnes parlant le tamoul à la maison aux États-Unis.

##### Caraïbes

###### Antilles françaises
La migration tamoule vers les Antilles françaises était principalement des traversées de Pondichéry et de Karaikal au cours des années 1853 à 1883 et depuis 1893, presque tous se sont bien intégrés à la population locale. Il y a environ 36 000 Tamouls de souche en Guadeloupe et 15 000 en Martinique mais la langue s'y est perdue. Actuellement, une minorité microscopique de 17 personnes âgées de 60 à 70 ans pourrait parler la langue tamoule.

##### Guyana
Le Guyana comptait de nombreux Tamouls dans ses plantations depuis 1838. La plupart d'entre eux étaient de Madras et en 1860, 2 500 uniquement de Madras s'y installèrent. Les Tamouls étaient répartis dans environ 60 villes. Il y a aussi un temple Mariamma populaire. L'ancien Premier ministre du Guyana, Moses Veerasammy Nagamootoo est d'origine tamoule. Les Indiens hindous tamouls constituent la majorité de la région du Berbice oriental-Courantyne au Guyana.

##### Trinité-et-Tobago
Les Tamouls sont à Trinité-et-Tobago depuis les années 1840. Les premiers Tamouls sont arrivés à Trinité-et-Tobago en tant que travailleurs sous contrat qui ont été amenés par les Britanniques pour travailler dans la canne à sucre et d'autres domaines agricoles. Il y avait un temple de Shiva appelé le Madras Sivalayam ou le temple de Caura Road. La célébration de Deepavali par les Tamouls y a fait preuve d'un extraordinaire pluralisme.

### Asie

#### Asie du sud

##### Pakistan
Une grande communauté de Tamouls existe à Karachi, au Pakistan, qui comprend environ 1 000 hindous de langue tamoule ainsi qu'un nombre beaucoup plus important de musulmans - y compris certains réfugiés du nord du Sri Lanka. Des festivals tamouls tels que Pongal, Panguni uthiram et Thaipoosam sont célébrés au Pakistan.

#### Asie du sud est

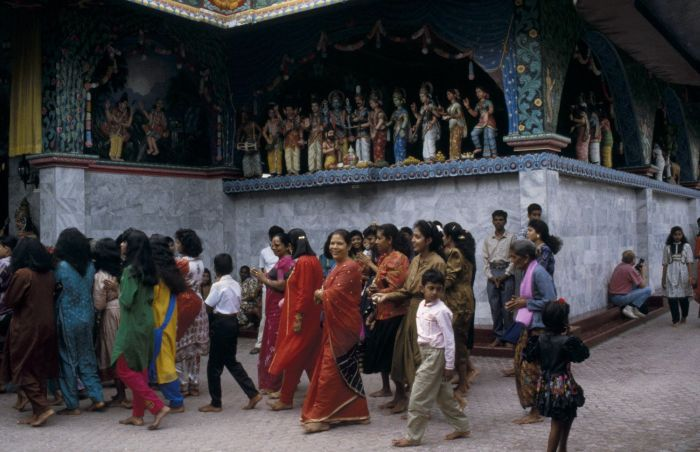
Personnes tamoules Medan, Indonésie.

##### Birmanie
La Birmanie avait une population tamoule de 200 000 à un moment de l'histoire du pays, mais depuis la fin de la Seconde Guerre mondiale, ce nombre a diminué. La richesse de la communauté tamoule pouvait être mesurée par l'existence de temples Dandayuthapani dans 32 villes, le fonctionnement de 50 écoles primaires tamoules et la diffusion de deux journaux tamouls, Rasika Ranjani et Thondan, tous deux interdits en tant que de 1966.

##### Indonésie
Les Tamouls ont été amenés en Indonésie par les Néerlandais dans les années 1860 pour développer leurs plantations. Ils ont été utilisés comme travaux forcés et, comme les conditions n'étaient pas propices, beaucoup sont revenus dans les années 1940. Environ 30 000 à 40 000 sont restés dans le nord de Sumatra et, par conséquent, il restait une concentration de Tamouls dans cette région.

##### Malaisie

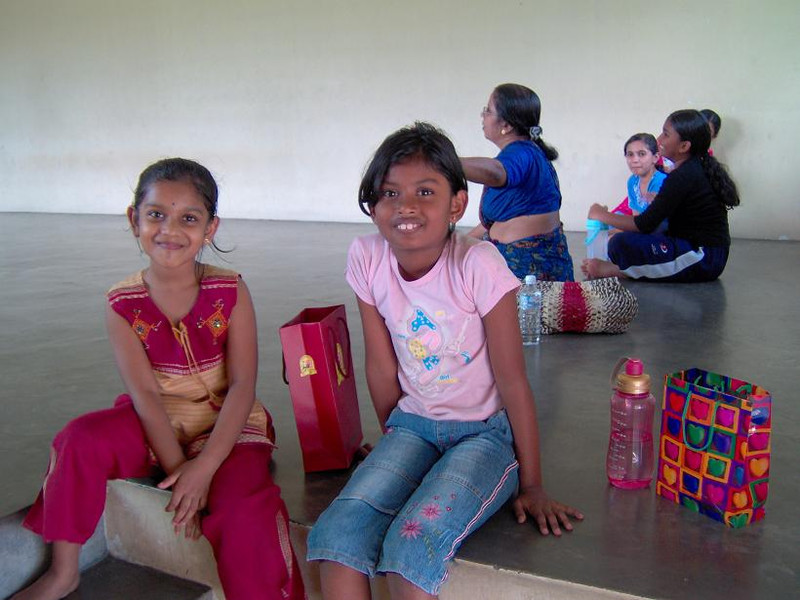
Filles tamoules en Malaisie.

La Malaisie compte une population tamoule de 1 800 000 habitants, soit 6,3 % de la population malaisienne en 2018, à partir principalement de 1901, lorsqu'elle s'appelait la Malaisie britannique. Initialement, la migration visait à travailler dans les plantations de caoutchouc, mais s'est ensuite tournée vers le commerce et d'autres professions, principalement dans le secteur gouvernemental, comme les chemins de fer et le Département des travaux publics. La première école tamoule était là dès 1876, mais en 1925, elle est passée à 235 et en 2018, elle comptait 530 écoles. En raison d'une fuite des cerveaux intense et de problèmes de citoyenneté, on estime que 250 à 300 000 Tamouls n'ont pas encore été reconnus par le gouvernement malaisien.

##### Singapour
Selon le recensement de 2020, 198 449 citoyens tamouls et résidents permanents vivaient à Singapour, soit 3,5 % de la population résidente. Le nombre de Tamouls parmi les 1,64 million de « population non résidente » - les étrangers travaillant, étudiant ou vivant à Singapour sans résidence permanente - n'a pas été fourni.
La langue tamoule est l'une des quatre langues officielles de Singapour. Une estimation d'environ 3,2% pour cent de la population totale de Singapour parle le tamoul à la maison, tandis qu'environ 5% sont alphabétisés en langue tamoule. Presque tous les documents officiels imprimés à Singapour sont traduits et distribués en tamoul ainsi que dans trois autres langues nationales. En 1956, le gouvernement de Singapour décide d'adopter une politique trilingue. Les étudiants ont appris l'anglais, une deuxième langue, ainsi que le malais comme troisième langue. Aujourd'hui, l'accent est mis sur le bilinguisme, où la langue d'enseignement est l'anglais avec la langue maternelle comme deuxième langue, tandis que la troisième langue est facultative.
Le tamoul est enseigné comme langue seconde dans toutes les écoles publiques, du primaire au collège. Le tamoul est une matière à examiner à tous les principaux examens nationaux. Il existe un quotidien tamoul imprimé à Singapour, le Tamil Murasu. Il existe une station de radio à plein temps, Oli 96.8, et une chaîne de télévision à part entière, Vasantham.

##### Autres pays
Les troupes cipayes de Madras (aujourd'hui Chennai, Tamil Nadu), sont arrivées à Manille, aux Philippines, avec l'expédition et l'occupation britanniques entre 1762 et 1764 pendant la guerre de Sept Ans. Lorsque les Britanniques se sont retirés, de nombreux cipayes se sont mutinés et ont refusé de partir. Pratiquement tous avaient pris des épouses philippines (ou l'ont bientôt fait). Ils se sont installés dans ce qui est maintenant Cainta, Rizal, juste à l'est de Metro Manila. La région dans et autour de Cainta compte encore de nombreux descendants de Sepoy.
Le Viêt Nam comptait une petite minorité d'environ 3 000 Tamouls, principalement à Saïgon (aujourd'hui Hô Chi Minh-Ville). Près du marché Bến Thành Dandayuthapani, les temples Subramaniam Swamy et Mariyamman sont là. Ils s'appelaient Chitty, Chà Chetty, Xã tri, Xét ty mais avaient quitté le pays après l'incident de 1975.
La Thaïlande compte environ 10 000 Tamouls qui y vivent alors qu'il y a 1 000 Tamouls au Cambodge.

#### Asie occidentale
Le Moyen-Orient abrite des milliers de migrants du Tamil Nadu et du Sri Lanka, et plus de 75 000 migrants ont immigré au Moyen-Orient en 2012 seulement. Cependant, les statistiques sur le nombre de migrants sont rares.

##### Qatar
Le Qatar abrite environ 200 000 Tamouls, principalement du Tamil Nadu. En décembre 2000, le Qatar Tamil Sangam a été inauguré pour mener des programmes culturels tamouls, enseigner le Thirukkural et organiser des concours d'élocution tamoule pour les enfants tamouls.

##### Émirats arabes unis
Selon l'enquête sur la migration du Tamil Nadu 2015, il y a 400 000 émigrants aux Émirats arabes unis venus du Tamil Nadu en tant que professionnels et travailleurs dans de nombreux secteurs. Ce chiffre n'inclut pas les autres Tamouls ethniques provenant d'autres États indiens ou d'autres pays,.
Le Pongal et le Nouvel An sont célébrés à grande échelle à Dubaï et dans quelques autres États. Le premier journal tamoul de la région du Moyen-Orient a été lancé depuis Dubaï le 10 décembre 2014. La radio Tamil 89.4 FM est une radio tamoule émettant depuis Dubaï, aux Émirats arabes unis.

##### Arabie Saoudite
Selon l'enquête sur la migration du Tamil Nadu 2015, 350 000 émigrants sont venus en Arabie saoudite depuis le Tamil Nadu en tant que travailleurs. Ce chiffre n'inclut pas les autres Tamouls ethniques provenant d'autres États indiens ou d'autres pays.

##### Autres pays
Bahreïn abrite plus de 7 000 Tamouls, pour la plupart des professionnels et des ouvriers.
Le Koweït abrite également un nombre important de Tamouls qui sont des migrants récents.

### Europe

#### Europe du Nord

##### Scandinavie
Le premier immigrant tamoul en Norvège, Anthony Rajendram de Gurunagar, est venu en Norvège en 1956. La majorité des premiers immigrants avaient des contacts auprès de Rajendram et sont venus en tant que travailleurs immigrés. La plupart avaient leurs origines dans quelques villages à la périphérie de la ville de Jaffna tels que Gurunagar, Ariyalai et Navanthurai. Ce premier groupe a été un point de départ pour une future immigration en Norvège. La Norvège compte environ 10 000 à 13 000 Tamouls dont la plupart sont des réfugiés srilankais. La ville de Bergen abrite environ 400 familles tamoules et est devenue le centre des rassemblements tamouls. Environ 7 000 Tamouls vivent également dans la capitale Oslo. La Suède a une population tamoule d'environ 2 000 habitants et est d'origine récente.

##### Royaume-Uni
Les estimations de la communauté suggèrent que 150 000 Tamouls vivaient au Royaume-Uni en 2008, avec un rapport de Human Rights Watch de 2006 évaluant le nombre de Tamouls srilankais au Royaume-Uni à 110 000. La migration d'un nombre important de Tamouls vers le Royaume-Uni a commencé avec les travailleurs migrants dans les années 1940. Ceux-ci ont été rejoints par des étudiants qui se sont installés au Royaume-Uni pour suivre des études dans les années 1970 et par des réfugiés fuyant la guerre civile srilankaise dans les années 1980 et 1990. La majorité vit dans le nord de Londres.

#### Europe de l'Ouest

##### France métropolitaine

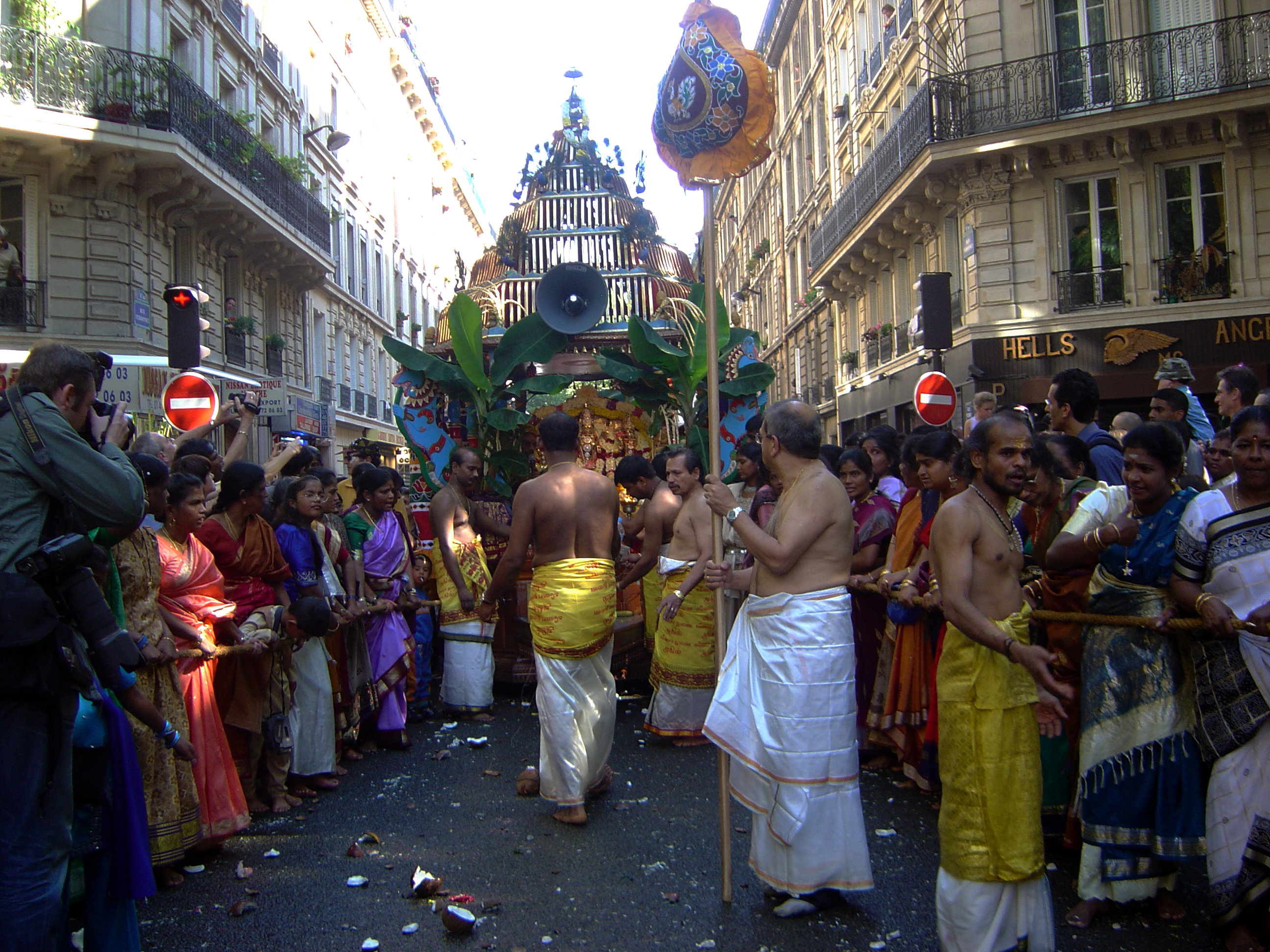
Célébrations de Murugan par la communauté tamoule srilankaise à Paris, France.

Environ 302 000 Tamouls vivent en France, dont 125 000 en France métropolitaine. Les premiers Tamouls arrivés en France sont venus de Pondichéry quand c'était encore une colonie française. Cependant, une majorité de Tamouls parisiens sont d'origine srilankaise qui ont fui le pays et sont venus en France en tant que réfugiés dans les années 1980, fuyant la violente guerre civile.

##### Allemagne

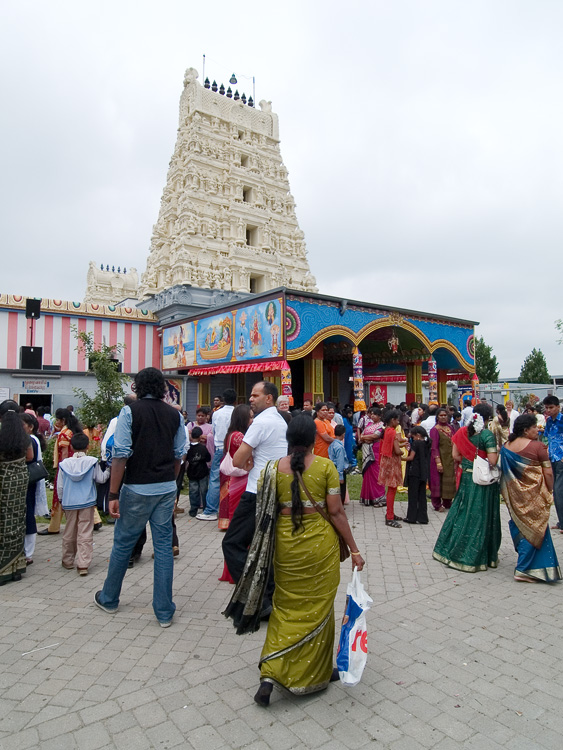
Temple Sri Kamakshi Ambaal à Hamm, Allemagne.

L'Allemagne compte bien plus de 50 000 Tamouls et plus de la moitié d'entre eux sont partis en tant que réfugiés du Sri Lanka.La ferveur religieuse parmi les Allemands tamouls s'est intensifiée à mesure que leur nombre augmentait. Grâce aux encouragements inspirés d'Hawaii Subramaniaswami - le disciple du Yoga Swamigal - deux temples hindous bien organisés - Sidhivinayagar Kovil et le Kamadchi Amman Kovil - ont été mis en place dans la ville de Hamm depuis 1984. Selon la revue Hinduism Today, les jeunes sont être bien formés dans leur religion et leur culture à la maison et dans les écoles du week-end dans des salles louées en utilisant des textes du Sri Lanka. Ils portent même des symboles hindous de Vibuthi et de Tilakam.

##### Suisse
La Suisse compte environ 40 000 Tamouls dont la majorité sont originaires du Sri Lanka qui sont allés en tant que réfugiés, ce qui en fait le plus grand groupe ethnique non européen. Bien qu'ils soient bien enracinés dans le pays et intégrés à la communauté locale, ils sont néanmoins activement conscients de leurs liens culturels hindous ou chrétiens et tamouls. Temples, festivals culturels, conférences internationales, séminaires et réunions attirent une grande partie de la diaspora tamoule d'autres pays européens vers les différentes villes suisses, à tel point qu'elle est devenue le centre névralgique de l'activisme culturel tamoul. Une importante communauté tamoule a été établi à Zurich avec un endroit connu sous le nom de Little Jaffna.

##### Autres pays
Le Danemark compte plus de 7 000 Tamouls, la majorité étant des réfugiés. Il y a deux temples hindous bien fréquentés - un pour Vinayagar et un autre pour Abhirami - et la population tamoule s'est bien adaptée à l'environnement danois. Les Pays-Bas comptent également plus de 20 000 Tamouls, dont la majorité sont, encore une fois, des réfugiés du Sri Lanka.

### Océanie

#### Australasie

##### Australie

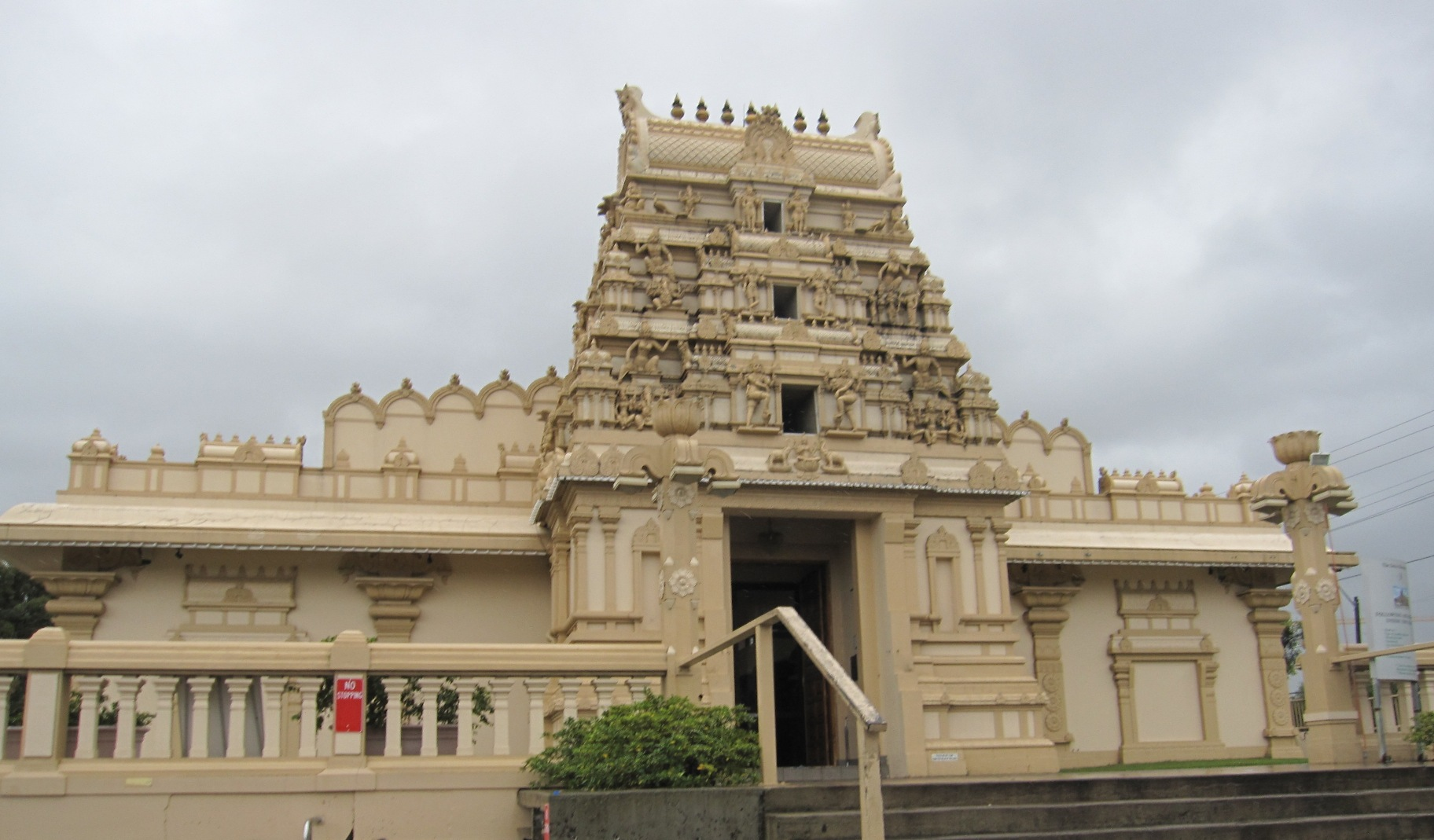
Temple de Murugan, Sydney.

Il y a officiellement environ 72 000 Tamouls en Australie répartis dans les six États, mais la concentration se situe principalement dans les États de la Nouvelle-Galles du Sud et de Victoria. Cependant, le nombre réel de Tamouls ethniques est peut-être le double de ce montant et pourrait être estimé à environ 100 000. Parmi eux, 40 % viennent du Sri Lanka et 35 % viennent de l'Inde. Le reste vient de divers pays comme la Malaisie, Singapour, le Canada, les États-Unis, l'Afrique du Sud, les Fidji et l'île Maurice. Plus de 80% ont terminé leurs études secondaires, contre 78% (2010) pour la population australienne générale. Plus de 15% sont propriétaires de leur maison tandis que plus de 30% de la population générale sont propriétaires de leur maison.
De nombreuses écoles tamoules et temples hindous ont été créés dans toutes les grandes villes pour répondre à la croissance de la population tamoule srilankaise. Le temple de Sydney Murugan a été construit pour les besoins de l'importante population tamoule de l'ouest de Sydney. Des temples plus petits ont été construits dans la grande région de Sydney. Le temple Siva Vishnu à Carrum Downs au sud-est de Melbourne est également un temple construit par les Tamouls srilankais. Le temple Sunshine Murugan dans l'ouest de Melbourne s'adresse également à la communauté tamoule. Dans d'autres villes comme Adélaïde, Brisbane, Perth, Townsville, Darwin, Canberra et Hobart, des temples hindous ont également été construits.
La langue tamoule est l'une des matières approuvées pour l'examen HSC et des tests de compétences en tamoul sont organisés pour les enfants âgés de cinq à seize ans.

##### Nouvelle-Zélande
La Nouvelle-Zélande compte environ 6 800 Tamouls, pour la plupart des professionnels qui ont émigré de leur propre chef.

#### Mélanésie

##### Fidji
Les Fidji avaient une population tamoule de plus de 110 000 personnes qui y avaient été emmenées pour travailler dans les plantations par les maîtres coloniaux dans les années 1880. Sur une population indienne de 350 000, les Tamouls pourraient être au nombre d'environ 80 000 aujourd'hui.
Le nombre de ceux qui pouvaient parler est d'environ 5 000 seulement et 1 000 autres pouvaient écrire. Seuls 6 000 environ déclarent leurs origines tamoules car la plupart d'entre eux se sont bien intégrés à la population locale. La plupart d'entre eux ont perdu leur identité tamoule et ne sont tamouls que de nom. Le Sanmarga Sangam du sud de l'Inde est l'organisme pionnier qui a forgé pendant longtemps la culture tamoule, l'éducation tamoule et les pratiques hindoues dans le pays. En 2005, il a été révélé que dans les 20 écoles primaires gérées par TISI, sur les 4 940 élèves, 1 765 suivaient des cours de tamoul.

##### Nouvelle Calédonie
Il y a environ 500 Néo-Calédoniens d'origine tamoule indienne. Comme à la Réunion, ils étaient connus sous le nom de Malabars et sont arrivés à l'origine au XIXe siècle d'autres territoires français, à savoir la Réunion. La Nouvelle-Calédonie compte plusieurs descendants de Tamouls, dont les parents se sont mariés avec la population locale au siècle dernier.